# Cos, Ariège

Cos este o comună în departamentul Ariège din sudul Franței. În 1 ianuarie 2022 avea o populație de 358 de locuitori.